# Ara Pacis

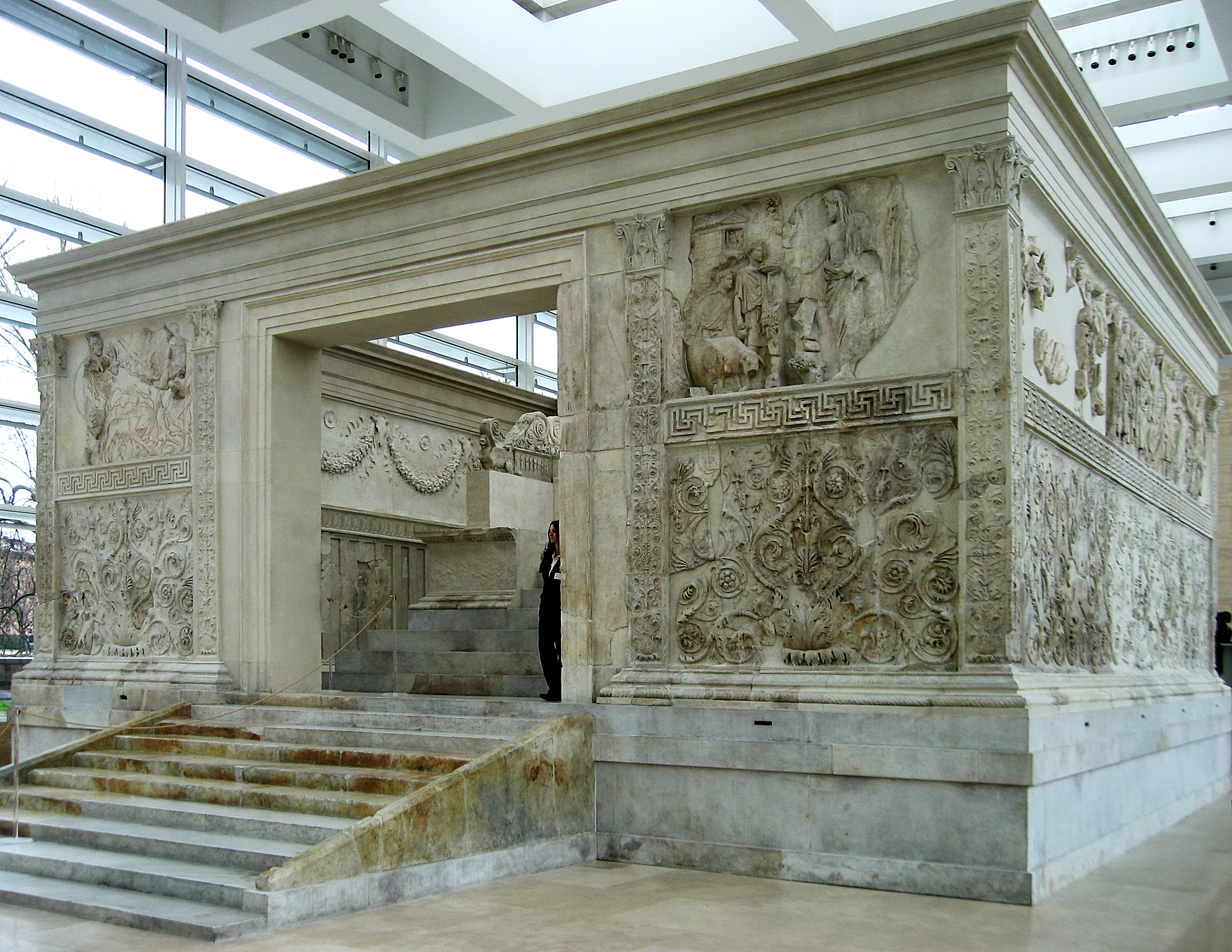

Ara Pacis Augustae (latină : Altarul Păcii Maiestoase; prescurtarea comună este Ara Pacis) este un altar dedicat păcii, văzută ca o zeiță romană. A fost comandat de Senatul Roman pe 4 iulie, în anul 13 î.Hr., pentru a onora întoarcerea triumfală din Hispania și Galia a împăratului roman Augustus, și a fost consacrat pe 30 ianuarie, în anul 9 î.Hr., de către Senatul Roman, pentru a celebra pacea stabilită în imperiu după victoriile lui Augustus. Altarul trebuia să fie o viziune a religiei civile romane. Căuta să înfățișeze pacea și prosperitatea fertilă care au rezultat din Pax Augusta („Pacea augustă”), cauzată de supremația militară a Imperiului Roman.

## Semnificație
Altarul reflectă viziunea Augustiniană despre religia romană. Inscripțiile și figurinile accentuează și reprezintă în ambundență regimul lui Augustus, precum și importanța Păcii Romane în formarea unui sistem de valori politic, cultural și religios în Imperiu.

## Descriere
Monumentul reprezintă o îngrăditură din marmură în formă dreptunghiulară de 11,6 × 10,6 m, în centrul căruia este amplasat un altar sacrificial pe un soclu cu trepte. În pereții vestici și estici ai îngrăditurii există două treceri cu o lățime de 3,6 m, care asigură un trecere prin altar. Suprafețele interioare și exterioare ale gardului, precum și altarul în sine sunt decorate cu lucrări de sculptură cu figuri scoase în relief.